# 田中忠雄 (評論家)
田中 忠雄（たなか ただお、1905年9月13日 - 1991年5月30日）は、日本の保守評論家。

## 略歴
佐賀県出身。旧制佐賀中学、旧制佐賀高校を経て、1929年京都帝国大学文学部哲学科卒業。西田幾多郎に師事。京都市立第一工業学校で英語教師をするが（同僚に下村寅太郎、北川桃雄）、1937年主催誌『リアル』が治安維持法違反の嫌疑をかけられ二年投獄。その間澤木興道に傾倒、禅思想を研究。1939年上京し上智大学でカトリック大辞典を編纂。
戦後、保守思想に共鳴して生長の家関連の出版社である日本教文社に入社、編集局長。谷口雅春に帰依し、生長の家政治連合会長として政界で活動。1955年公職を離れる。1974年に自由民主党から第10回参院選に出馬するも落選。

## 著書
- 『古仏道元』不二書房 1942
- 『ボリシェヴィズムの考察に関する一つの観点に就いて 第1部　ロシヤ史論』東亜研究所 1942
- 『道元 日本思想家選集』新潮社 1943
- 『文化感覚論』朝倉書店 1943
- 『アメリカ思想史論』丁字屋書店 1949
- 『ロシヤ思想史論』丁子屋書店 1949
- 『禅と現代人』元々社 民族教養新書 1954
- 『生活のなかの禅』日本教文社 教文新書 1956
- 『禅の人間像』誠信書房 1956
- 『禅人禅話』誠信書房 1957
- 『人間性の探求 唐代禅匠評伝』誠信書房 1959
- 『生活のなかの禅』誠信書房 1960
- 『性格改造と禅』黎明書房 1962
- 『こころの姿勢』日本教文社 1963
- 『ここに禅の生き方が』日本教文社 1965
- 『禅と現代教育』黎明書房 1966
- 『禅の巨匠に学ぶ』誠信書房 1967
- 『人生の活路』日本教文社 1968
- 『禅からの発言』曹洞宗宗務庁 1968
- 『こころの原点』日本教文社 1971
- 『道元のことば』黎明書房 1972
- 『性格改造と禅』黎明書房 1973
- 『田中忠雄著作集』浪曼、全10巻予定だったが、以下のみ出版
  - 「第1巻　正法眼蔵の世界」1974
  - 「第3巻　禅の巨匠たち 日本篇」1973
  - 「第8巻　ロシヤ思想史論」1973
  - 「第9巻　現代への警鐘」1974
- 『乞食桃水 この途方もない人』曹洞宗宗務庁 1975
- 『禅の人づくり』公論社 1975
- 『禅の発想』誠信書房 1977
- 『男性・女性・仏性』日本教文社 1977
- 『こころの解放』日本教文社 1981
- 『売茶翁』名著普及会 1982
- 『こころの姿勢』三笠書房 1985
- 『三分間禅話』全6巻　名著普及会 1986
- 『活路をひらく』三笠書房 1987
- 『沢木興道 この古心の人』大法輪閣（上下） 1990

### 編共著
- 『道元禅 第2巻 学道入門』編 誠信書房 1960、オンデマンド版 2007
- 『人に会うみ仏に会う 松久朋琳・田中忠雄対談録』日本教文社 1984

翻訳
- ラドロフ『ロシヤ哲学史』東亜研究所 1942